# Dridzis Lacus
Il Dridzis Lacus è una struttura geologica della superficie di Titano.